# My Kind of Christmas
My Kind of Christmas božićni je i treći album američke pjevačice Christine Aguilere. Objavljen je 24. listopada 2000. godine. 

## Popis pjesama
1. "Christmas Time" (Alex Alessandroni, Chaka Blackmon, Steven Brown, Ray Cham, Ron Fair) – 4:02
2. "This Year" (Christina Aguilera, Lauren Christy, Graham Edwards, Charlie Midnight, Scott Spock) – 4:14
3. "Have Yourself a Merry Little Christmas" (Ralph Blane, Hugh Martin) – 4:03
4. "Angels We Have Heard on High" (featuring Eric Dawkins) (Traditional) – 4:11
5. "Merry Christmas, Baby" (feat.Dr. John) (Lou Baxter, Johnny Moore) – 5:44
6. "Oh Holy Night" (Adolphe Adam, John Sullivan Dwight) – 4:52
7. "These Are the Special Times" (Diane Warren) – 4:31
8. "This Christmas" (Donny Hathaway, Nadine McKinnor) – 4:01
9. "The Christmas Song" (Mel Tormé, Robert Wells) – 4:25 (visoki ton C#7)
10. "Xtina's Xmas" (Aguilera) – 1:32
11. "The Christmas Song" (Holiday Remix) (Tormé, Wells) – 4:03

45:38

### First version
10. "Silent Night / Noche De Paz" (Traditional, Arranged By Christina Aguilera & Ron Fair) – 4:49

## Top ljestvice
| Album - Billboard (Sjeverna Amerika) | Album - Billboard (Sjeverna Amerika) | Album - Billboard (Sjeverna Amerika) | Album - Billboard (Sjeverna Amerika) |
| Godina                               | Top ljestvica                        | Pozicija                             | Prodaja                              |
| ------------------------------------ | ------------------------------------ | ------------------------------------ | ------------------------------------ |
| 2000.                                | Billboard 200                        | 28                                   | 963,000                              |

| Singlovi - Billboard (Sjeverna Amerika) | Singlovi - Billboard (Sjeverna Amerika) | Singlovi - Billboard (Sjeverna Amerika) | Singlovi - Billboard (Sjeverna Amerika) |
| Godina                                  | Singl                                   | Top ljestvica                           | Pozicija                                |
| --------------------------------------- | --------------------------------------- | --------------------------------------- | --------------------------------------- |
| 1999.                                   | "The Christmas Song"                    | Billboard Hot 100                       | 18                                      |
| 2000.                                   | "Christmas Time"                        | Billboard Hot 100                       | -                                       |